# Авдиш Зая Зедович
Зая Зедович Авдиш (нар. 25 серпня 1945, Київ, СРСР — пом. 21 травня 2015, Житомир, Україна) — радянський футболіст та український футбольний тренер і функціонер. Багаторічний очільник та президент футбольного клубу «Полісся» (Житомир). Заслужений тренер України, Заслужений тренер РРФСР.
Окрім футбольних справ відомий завдяки високому статусу в кримінальному світі.

## Життєпис
Зая Авдиш, ассирієць за походженням, народився у Києві, однак дитинство провів у Житомирі, куди переїхав з родиною у віці п'яти років. Там же у складі «Полісся» він дебютував і у змаганнях серед команд майстрів. Згодом виступав у таджицькому «Пахтакорі», а у 1970–1971 роках захищав кольори «Сахаліна», де грав та навіть мешкав в одній кімнаті разом з відомим екс-гравцем київського «Динамо» Валентином Трояновським. Тренером тієї команди був Геннадій Жиздик, що згодом приклав руку до чемпіонства дніпропетровського «Дніпра». Після повернення на материк Авдиш нетривалий час грав у «Вулкані» з Петропавловська-Камчатського, махачкалинському «Динамо» та усть-каменогорському «Востоку».
Після завершення кар'єри очолив «Турбіну» з Набережний Човнів, з якою пройшов шлях від першості міста до другої ліги чемпіонату СРСР. Пропрацював з командою близько 10 років, після чого повернувся на Батьківщину. У 1989 році вперше очолив житомирське «Полісся». З 1990 року виконував обов'язки начальника команди, а у 1991–1992 роках знову керував клубом як головний тренер. У серпні 1992 року нетривалий час працював наставником шепетівського «Темпа», однак згодом знову повернувся до Житомира. Протягом 1995–2004 років шість разів підіймався на тренерський місток «Полісся», а з 1999 року обіймав посаду президента клубу. Протягом 2000–2004 років суміщав роботу в клубі з посадою віце-президента ПФЛ. Авдиш був наближеним до тодішнього очільника ПФЛ Равіля Сафіуліна та належав до так званого «донецького клану» в українському футболі.
У 2004 році відійшов від футбольних справ через хворобу. Авдишу було зроблено операцію з кардіошунтування і поступово його стан став покращуватися. У 2010 році він заявив про спробу відновлення футбольного клубу «Полісся», однак далі розмов справа не пішла.
Окрім спортивної діяльності Зая Зедович неодноразово був помічений у кримінальних справах. Згідно з інформацією в пресі був засуджений за ст.ст. 92 ч.2, 147 ч.3 КК РРФСР. Проблеми з законом почалися у Авдиша ще під час роботи в Набережних Човнах, де його було узасуджено до чотирьох років позбавлення волі. Організовував та координував діяльність злочинних груп у Києві, Житомирі та Житомирській області.
21 травня 2015 року Зая Авдиш помер у Житомирі у віці 69 років. За попередньою інформацією причиною смерті став відрив тромбу.

## Досягнення
Кар'єра гравця
- Переможець 4 зони РРФСР класу «Б» чемпіонату СРСР (1): 1970

Особисті відзнаки
- Заслужений тренер України
- Заслужений тренер РРФСР (1974)

## Сім'я
- У сім'ї Авдиша, окрім самого Заї, було ще двоє братів та сестра. Один з братів — Валерій Авдиш, радянський футболіст та український футбольний арбітр. Екс-арбітр ФІФА[6].
- Племінник — Володимир Авдиш, український футболіст, що провів 1 гру в складі житомирського «Полісся»[7].
- Мав сина Олега у шлюбі з дружиною Людмилою.